# T. J. Cloutier
Thomas James Cloutier, appelé T. J. Cloutier, est un joueur de poker professionnel américain, né le 13 octobre 1939 à Albany en Californie.

## Bracelets WSOP
| Année | Tournoi                        | Prix     |
| ----- | ------------------------------ | -------- |
| 1987  | $1,000 Limit Omaha             | $72,000  |
| 1994  | $1,500 Limit Omaha 8 or Better | $135,000 |
| 1994  | $2,500 Pot Limit Hold'em       | $163,000 |
| 1998  | $2,500 Pot Limit Omaha Hi      | $136,000 |
| 2004  | $1,500 Seven Card Razz         | $90,500  |
| 2005  | $5,000 No Limit Hold'em        | $657,100 |